# Évangéliaire de Marbach-Schwarzenthann
L’évangéliaire de Marbach-Schwarzenthann est un manuscrit enluminé du XIIe siècle provenant de l’abbaye de Marbach et conservé à la bibliothèque municipale de Laon.

## Historique
L’origine du manuscrit est sans aucun doute alsacienne, le texte de la dernière page faisant référence au don d’un calice par le chevalier Henri de Wettolsheim au couvent de Schwarzenthann, tandis que la reliure contient les reliques de saints typiquement vénérés en Alsace comme sainte Odile. Il s’agit donc probablement soit d’une production du scriptorium du couvent de Marbach-Schwarzenthann, soit d’une commande réalisée spécialement pour celui-ci.
Son parcours postérieur est en revanche obscur : avant d’arriver dans les collections de la bibliothèque de Laon, il semble avoir fait partie de la bibliothèque du chapitre de la cathédrale de Laon, mais la date et les conditions de son transfert de Marbach ou Schwarzenthann à Laon ne sont pas connues. Avant la publication des travaux d’Édouard Fleury en 1863, le manuscrit n’est pas identifié comme une production alsacienne, mais du nord de la France. À cette date il porte la cote 243bis, qui devient ultérieurement Ms 550.

## Description

### Aspect général
Bien que nommé évangéliaire par l’usage, le manuscrit ne contient pas les évangiles, mais seulement dix-neuf péricopes. Cet ouvrage comptant vingt-quatre folios de 18 cm de large et 27 cm de haut est donc un évangélistaire, qui était utilisé pour la lecture liturgique de l’office des plus grandes fêtes de l’année. Les plats ont disparu à une date indéterminée et le manuscrit dispose d’une simple couverture de parchemin doublée de soie rouge.
Le plat avant d’origine était couvert de métal décoré d’un Christ en majesté. Des reliques de saint Jacques, des onze mille vierges et de saint Florent y étaient insérées, ainsi qu’un morceau de l’épaule de saint Étienne et de la tête de saint Blaise, une dent de saint Pancrace et un fragment des vêtements de sainte Odile. Le plat arrière était orné d’une croix et comportait également des reliques de Marie Madeleine, des saints Côme et Damien, de saint Nicolas, de sainte Cordule, de saint Arbogast, de sainte Marguerite, de sainte Brigide, de saint Cyriaque et de saint Trutpert.
La première page contient un texte décrivant la reliure du livre, une bénédiction à l’attention de ceux l’ayant réalisé ainsi qu’un anathème contre qui essaierait de le voler. Un autre anathème, visant cette fois qui volerait un calice offert au couvent de Schwarzenthann par le chevalier Henri de Wettolsheim, lui fait écho en dernière page. Les deux textes sont de deux mains différentes, mais tous les deux caligraphiés de manière très soignée. Par ailleurs, ni l’un ni l’autre utilisent l’écriture en usage habituellement dans les livres liturgiques. Celle-ci est en effet composé d’un mélange d’onciale et de cursive, dans un style qui se rapproche de celui en usage dans les chancelleries. En revanche, les différences de style laissent à penser que celui de la première page est antérieur à celui de la dernière.

### Initiales à décor de rinceaux
Chaque péricope débute par une initiale illustrée. Huit enluminures partagent le même style à décor de rinceaux, certaines mêlant plusieurs initiales lorsque plusieurs péricopes se trouvent sur la même page. Le corps de ces initiales est d’argent liseré de rouge, le tout sur fond d’or. Elles sont généralement agrémentées de rinceaux verts et bleus, couleurs qui se retrouvent sur les contrefonds.

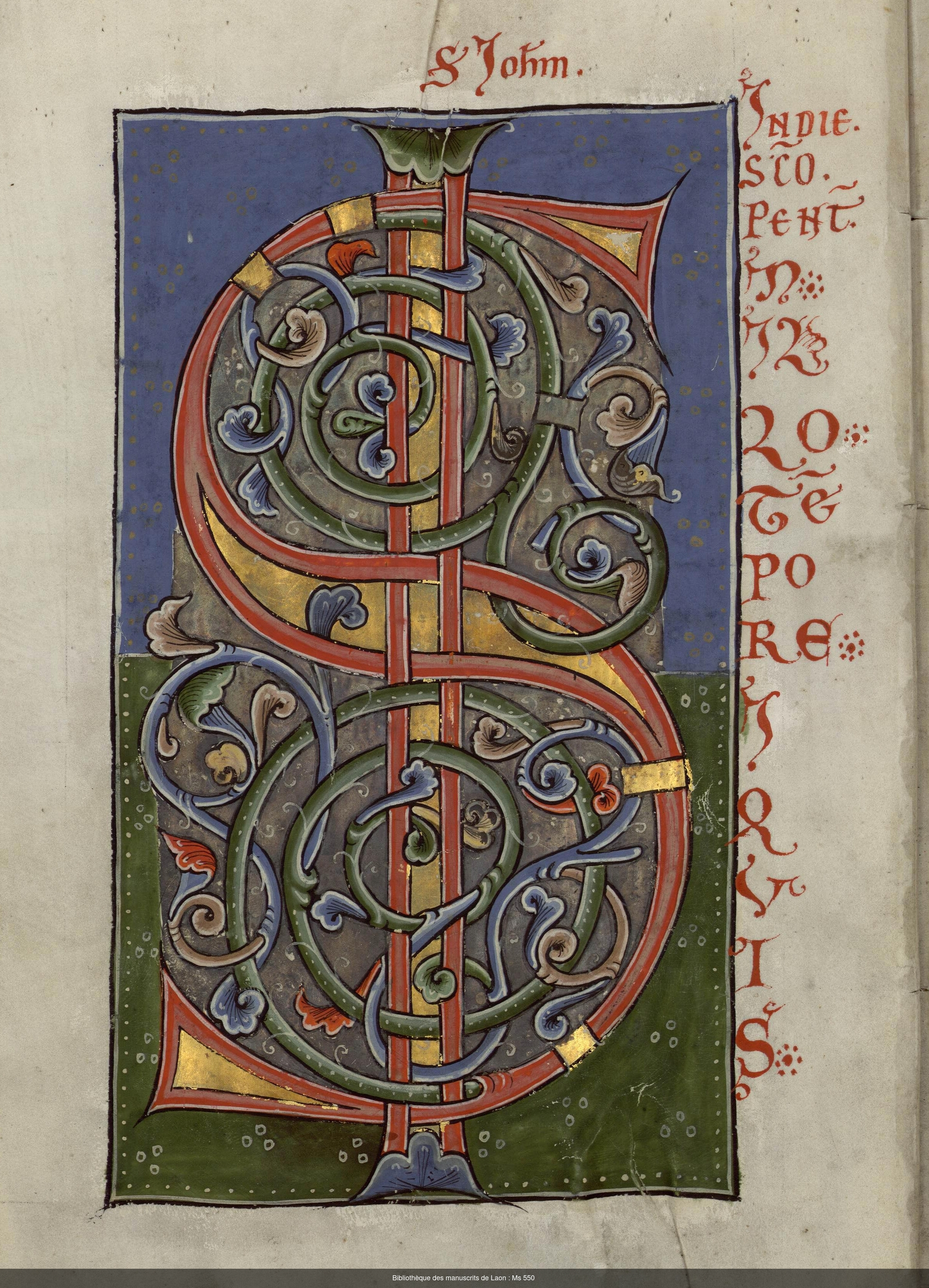
Initiales S et I.
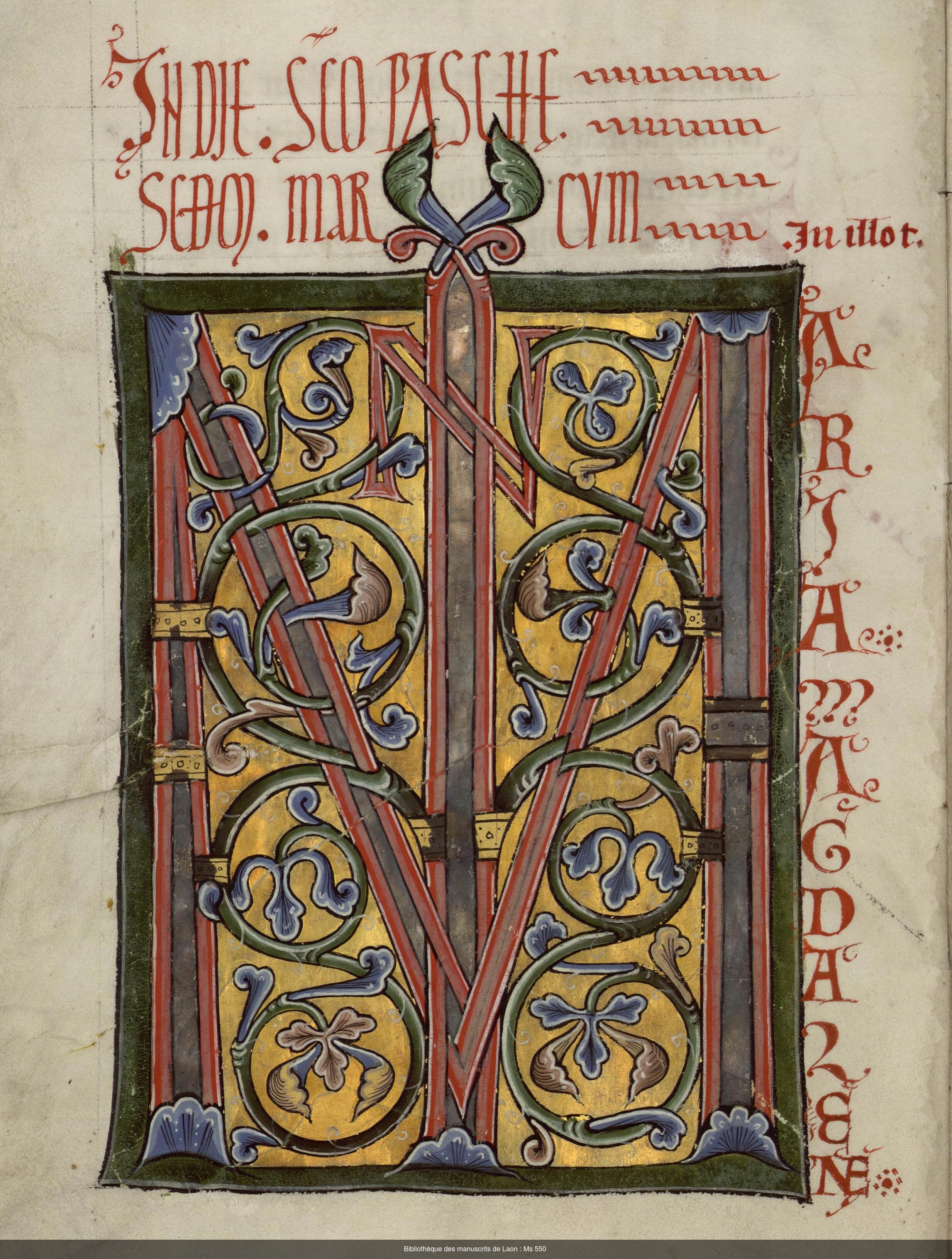
Initiales I, N, M.
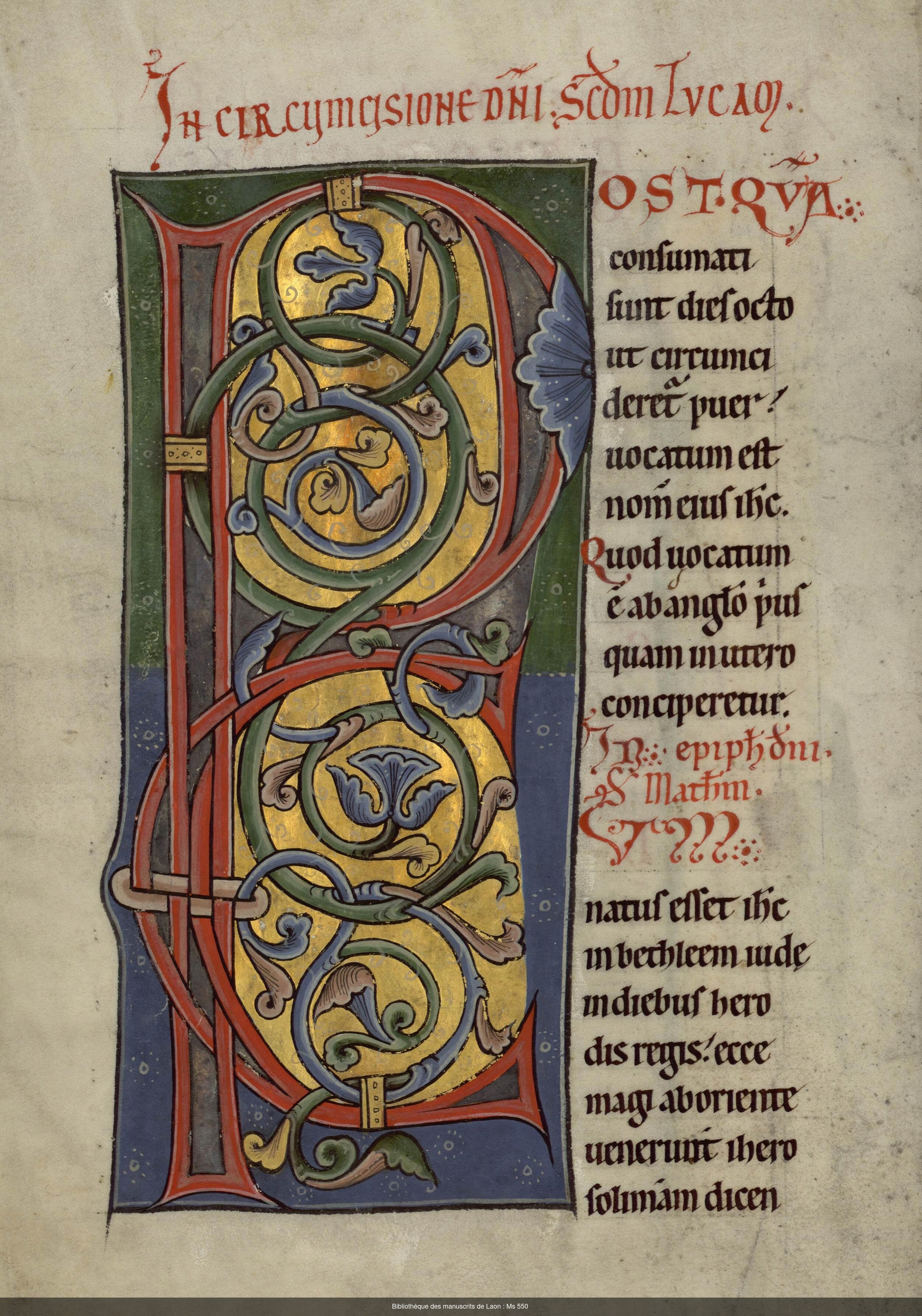
Initiales P et C.

### Initiales historiées
Sept initiales sont historiées. Celle du premier péricope représente sur presque toute la page et avec un fond d’or saint Mathieu écrivant la généalogie de Jésus. L’aspect du saint n’est pas habituel et il semble que l’artiste ait recopié avec quelques adaptation un modèle de Christ bénissant. La présentation au Temple se distingue également des modèles habituels, l’artiste ayant préféré couper une partie de la scène que de réduire la taille de ses personnages. Les autres initiales sont plus classiques et représentent la flagellation, saint Étienne et saint Jean, qui sont presque identiques, saint Augustin et saint Michel. Ces deux dernières sont de meilleure facture que les deux précédentes.

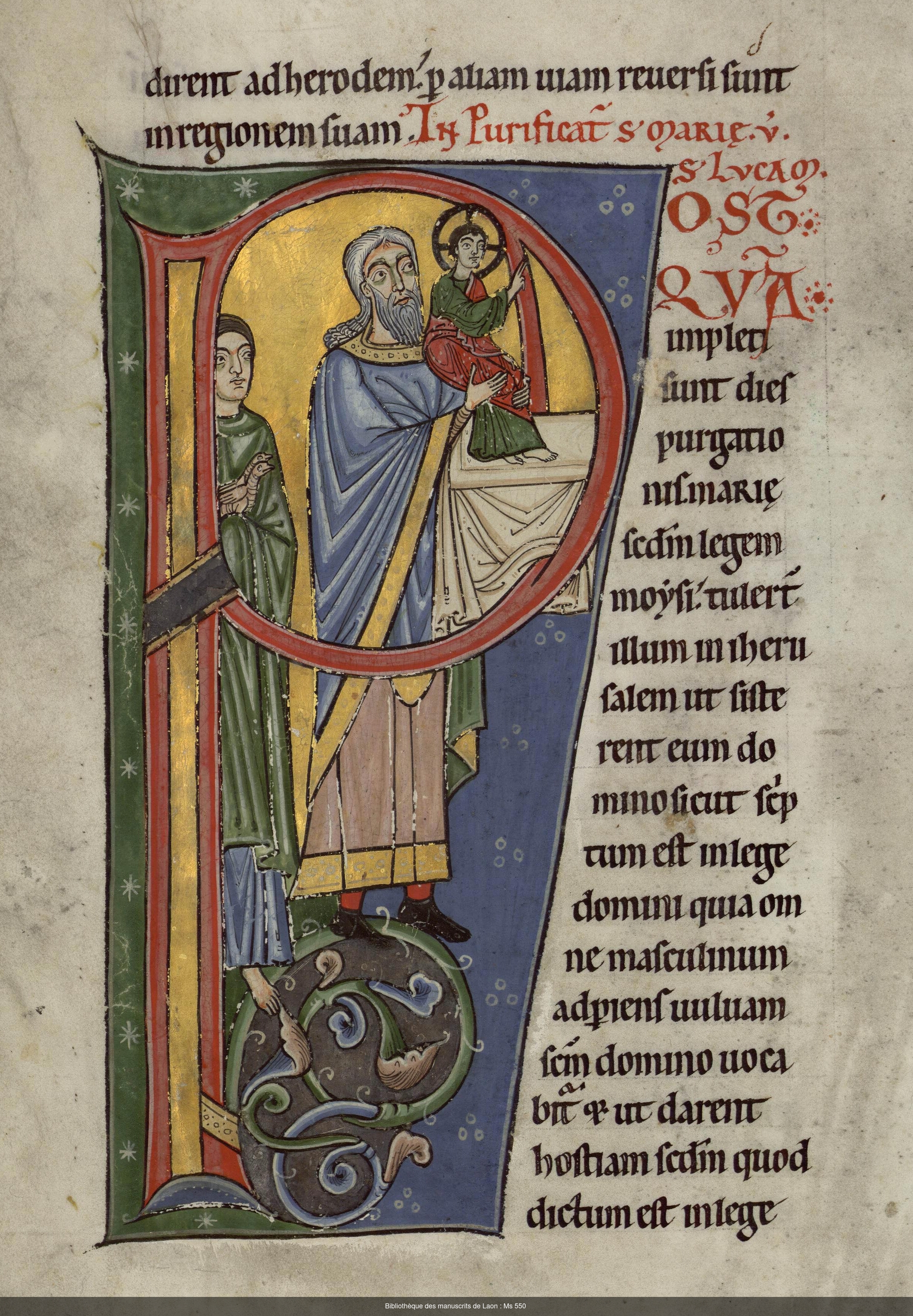
Présentation de Jésus au Temple.
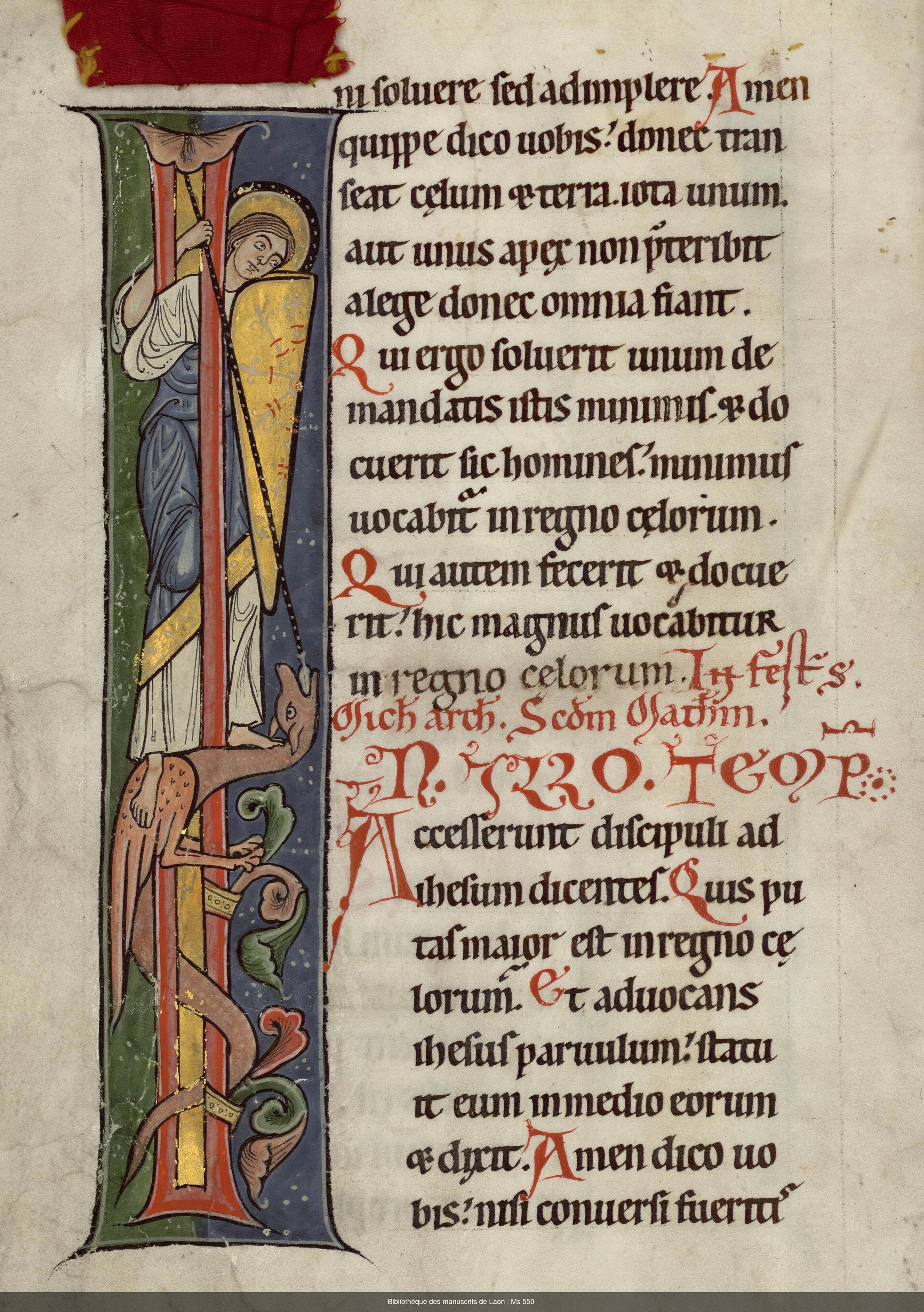
Saint Michel terrassant le dragon.
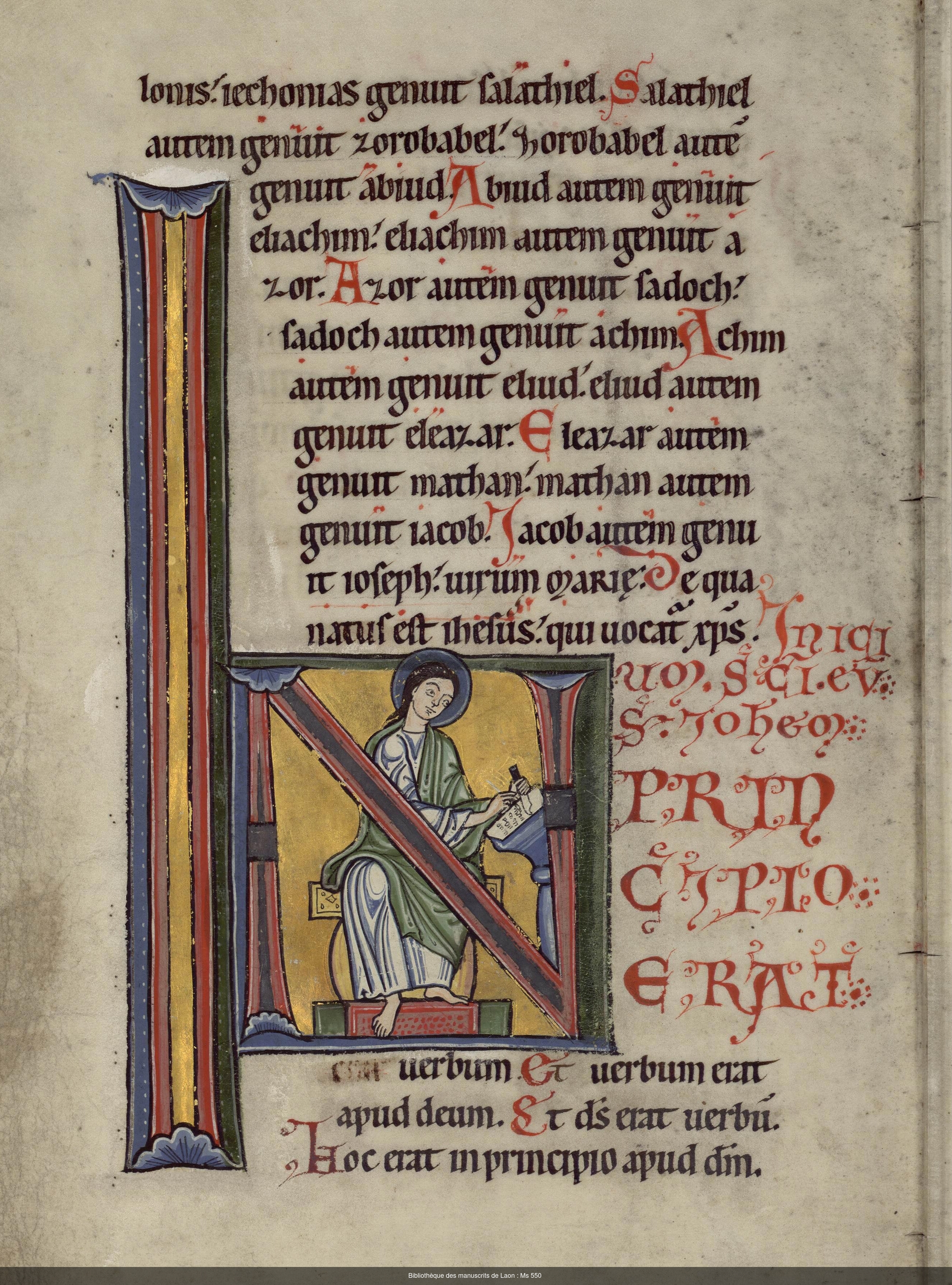
Saint Jean écrivant.

### Initiales à décor animal
Deux initiales ont des décors animaliers, à savoir un poisson et un dragon à la queue nouée.

## Analyse
La richesse des plats, l’importance des reliques qui y sont insérées, les anathèmes devant le protéger, le nombre et la qualité des enluminures ainsi que le soin général apporté à la calligraphie indiquent qu’il s’agit d’un ouvrage précieux, dont les auteurs et les propriétaires avaient conscience de la valeur. Le style des enluminures montre aussi que leur auteur est un peintre expérimenté des environs de 1200, dont l’œuvre montre les premiers signes de transition vers l’enluminure gothique.
L’évangéliaire de Marbach-Schwarzenthann est très probablement postérieur d’une cinquantaine d’année au codex Guta-Sintram, qui provient de la même abbaye et est aussi d’une très grande qualité. Ces deux manuscrits font partie, avec l’Hortus deliciarum et le codex Jenensis Bos. 9,6, des plus importants ouvrages enluminés en Alsace de la deuxième moitié du XIIe siècle.